# الحمام (سورويا)
الحمام هو رسم زيتي على قُماش رفيع للفنّان والرّسام الإسباني خواكين سورويا. تعود اللّوحة إلى عام 1905 فيمَا تبلغُ أبعادها 90,2 عرضًا و128 عرضًا. تُعرض هذه اللّوحة في متحف المتروبوليتان للفنون في نيويورك وذلكَ منذ عام 1909.
تُمثلُ اللوحة عائلة الرسام الإسباني سورويا بمَا في ذلكَ ابنتيه ووالدتهمَا وهنّ يلعبنَ في الماء على حافة البحر بين الصخور على شاطئ جافيا. كما يظهرُ في اللوحة؛ فإنّ سورويا قد رسمَ خلفيّة مثيرة للانتباه على مُستوى الصورة فيما تتوسط اللوحة ابنتهُ الصغيرة إيلينا التي لم تتجاوز حينَها العاشرة من عمرها وهي عارية تمامًا كما تظهرُ في اللوحة كذلك ابنة سورويا الثانيّة وهيَ ماريا وكذا زوجتهُ ووالدة بنتاه السيّدة كلوتيلد.
تُمثل هذه اللوّحة جزءًا مُهمًا من سلسلة شهيرة للوحات فنيّة يظهرُ فيها الأطفال عُراة في تلك الفترة في دولة إسبانيتا. بدأ عرضُ هذه اللوحة في متحف في مدينة نيويورك منذُ عام 1909 وقد أشادت بها صحيفةُ نيويورك تايمز ذائعة الصيت والتي أثنت علَى المياه متعددة الألوان وكذا رغوة ثم السطح القزحي الصخور الرطبة هذا ناهيك عن تمازج الألوان وتناسقها.